# Aneomochtherus tricuspidatus
Aneomochtherus tricuspidatus là một loài ruồi trong họ Asilidae. Aneomochtherus tricuspidatus được Engel miêu tả năm 1927. Loài này phân bố ở vùng Cổ Bắc giới.